# Salem (New Hampshire)
Salem – miasto w Stanach Zjednoczonych, w stanie New Hampshire, w hrabstwie Rockingham.